# 도움말 (윈도우 인터페이스)
도움말(Get Help, 윈도우 10 크리에이터스 업데이트 이전 명칭: Contact Support)는 인터넷을 통해 마이크로소프트 고객 서비스 직원과 소통하기 위한 기본 제공 인터페이스이다. 시작 화면에서는 사용자에게 제품을 지정하고 해당 제품의 문제점을 설명하도록 요청한다. 또한 비즈니스 및 IT 지원, 마이크로소프트 스토어 판매 및 지원, 장애인 답변 데스크에 대한 온라인 도움말 문서에 대한 링크도 제공한다.
문제가 입력되면 사용자는 해당 문제를 검토하고 다음 아이콘 기반 목록에서 제품을 선택할 수 있는 기회가 제공된다.
- 마이크로소프트 윈도우
- 마이크로소프트 오피스
- 엑스박스
- 스카이프
- 원드라이브
- 마이크로소프트 스토어
- 마이크로소프트 엑셀
- 마이크로소프트 파워포인트
- 마이크로소프트 워드
- 마이크로소프트 아웃룩
- 마이크로소프트 원노트
- 마이크로소프트 애저
- 마이크로소프트 밴드
- 마이크로소프트 빙
- 비즈니스, IT 및 개발자
- 다이내믹스
- 마이크로소프트 엣지
- 마이크로소프트 익스체인지 서버
- 헬스볼트
- 마이크로소프트 홀로렌즈
- 마인크래프트
- 모바일 기기
- 마우스, 키보드
- MSDN 구독
- MSN
- Outlook.com
- 셰어포인트 서버
- 마이크로소프트 SQL 서버
- 마이크로소프트 서피스
- 마이크로소프트 비지오
- 비주얼 스튜디오

## 같이 보기
- Help (명령어)